# Vida TV (canal de televisión)
Vida TV (VTV) es un canal televisivo regional venezolano, de carácter comunitario. Este canal fue creado en agosto de 2003 y puede ser visto en la comunidad de Ureña en el municipio de Pedro Maria Ureña del estado venezolano del Táchira por la frecuencia UHF en el canal 51. Fernando Londoño es el legal representante del canal.
Por ahora, Vida TV no tiene página web.